# セサル・デ・ラ・オス
セサル・デ・ラ・オス・ロペス（César de la Hoz López、1992年3月30日 - ）は、スペイン・オレホ出身のサッカー選手。ポジションはMF。

## クラブ経歴
カンタブリア州のオレホに生まれ、ラシン・サンタンデールでプロデビューを果たした。
2013年7月13日、セグンダ・ディビシオンBに在籍していたバラカルドCFに移籍。主力選手として活躍してリーグ戦25試合に出場。シーズン終了後の7月10日、レアル・ベティスのBチームへの移籍が発表された。ベティスのBチームではコンスタントに出場機会を得ていたが、トップチーム昇格は叶わなかった。
2017年8月30日、より高いレベルでのプレーを望んだデ・ラ・オスは、セグンダ・ディビシオンのアルバセテ・バロンピエにレンタル移籍をした。ラシン・サンタンデール時代以来の2部挑戦となったが、レギュラーの座を掴み、29試合に出場して4ゴールを挙げた。
2018年7月4日、UDアルメリアと2年契約を交わした。加入後すぐにチームのキャプテンを任され、ピッチ内外で模範的な選手としてクラブに貢献していたが、加入から5シーズン後の2022-23シーズンをもってクラブを契約満了で退団することとなった。
2023年7月21日、2年契約でレアル・バリャドリードに加入した。チームのプリメーラ・ディビシオン復帰に貢献したものの、2024-25シーズン前半はラ・リーガで出場なしに終わった。
2025年1月16日、セグンダ・ディビシオンのレアル・オビエドに1年半契約で加入。昇格プレーオフを含む15試合に出場した。しかしプリメーラ・ディビシオンに昇格したオビエドは7月12日に契約解除条項を行使し、半年で退団となった。